# Emilio Sánchez Cayuela
Emilio Sánchez Cayuela, Gutxi (Pamplona, Navarra, 6 de octubre de 1907 – 16 de marzo de 1993) fue un pintor y dibujante español. Pertenece a la generación de pintores de Navarra nacidos a finales del siglo XIX y principios del XX junto a artistas como Crispín Martínez, Leocadio Muro Urriza, Karle Garmendia, Eugenio Menaya, Antonio Cabasés, Ignacio Guibert, Juan Viscarret o Pedro Lozano de Sotés y su esposa Francis Bartolozzi, madrileña afincada en Navarra durante más de sesenta años.

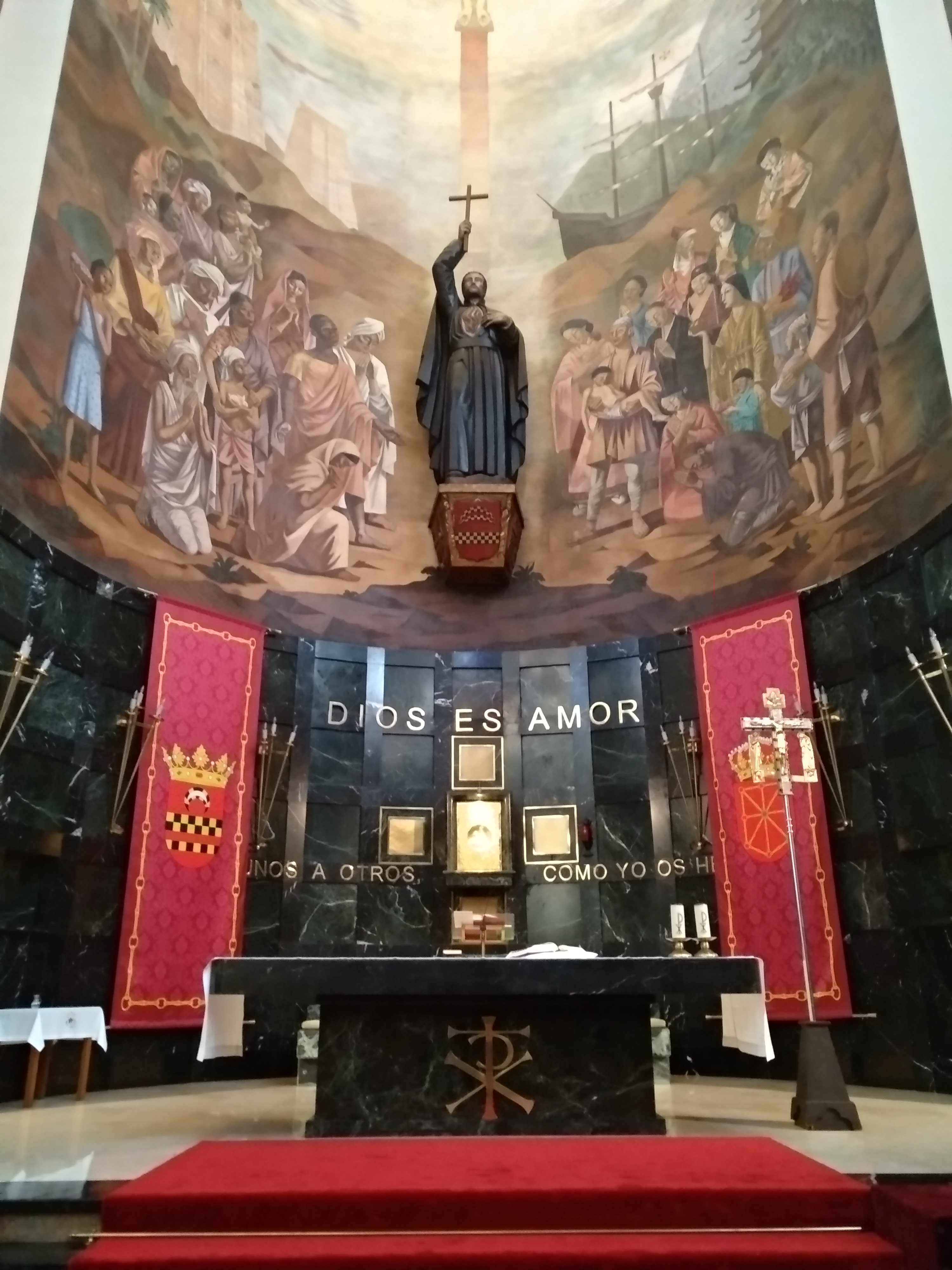
Murales de la iglesia de San Francisco Javier de Pamplona

## Biografía
Nacido en la calle de la Campana, de Pamplona, es el tercero de los hijos de Francisco Sánchez Moreno, nacido en Lerín, y Margarita Cayuela Esparza, de Tafalla. Era una familia con tradición artística, ya que su padre era un reconocido pintor decorador, propietario de la tienda Navarra Artística, en la que se daban cita gran parte de los pintores más importantes del momento. 
En 1911 asiste al prestigioso colegio de Huarte Hermanos, en la calle Mayor de Pamplona, destacando tempranamente su capacidad y habilidad para el dibujo. En 1915 su padre abre un establecimiento, "Casa F. Sánchez", que será lugar de venta de artículos relacionados con artes plásticas al tiempo que lugar de exposiciones de artistas y de encuentro de personas cultas de la ciudad.
En 1918, con apenas 11 años, fallece su madre víctima de la llamada gripe española. Empieza su formación de clases de dibujo dadas por el profesor Ángel Cerezo; con catorce años comenzó a recibir clases del escultor Ramón Arcaya. Publicó sus primeros dibujos en la prensa local, con el pseudónimo de Gutxi, con el que se le conocerá en adelante. Gracias a una beca de la Diputación Foral de Navarra, estudió en la Real Academia de Bellas Artes de San Fernando, beca ampliada después por el Ayuntamiento de Pamplona, que le permitió conocer a Daniel Vázquez Díaz, que se convirtió en su amigo y maestro, del que recibió una gran influencia y que le infundió su admiración por Cézanne. Precisamente ayudó a Vázquez Díaz, en 1935, en la creación de los frescos del Monasterio de la Rábida, donde realizó su primer gran mural Intercambio cultural Iberoamericano.

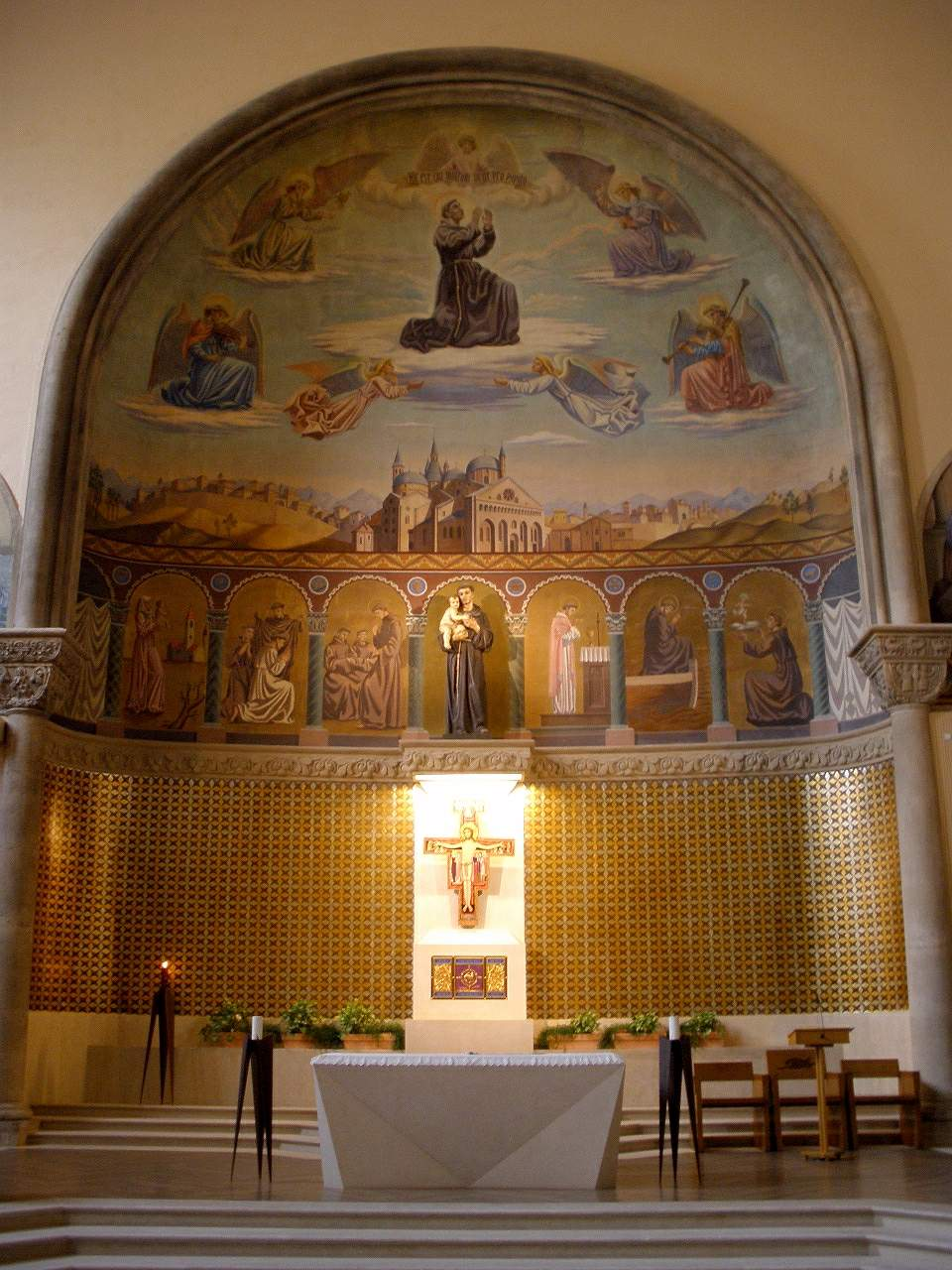
Mural de la Iglesia de San Antonio (Pamplona)

Destacó como muralista, realizando obras en Barcelona, Madrid, Pamplona, donde pintó los murales de las iglesias de San Antonio y San Francisco Javier, y en varios pueblos de Navarra. A pesar de no ser un pintor muy dado a exponer su obra, consiguió varios galardones como la 3.ª Medalla de Dibujo de la Exposición Nacional de Bellas Artes, en 1950, o el I Premio de la Diputación Foral de Álava en 1957. En 1967 la Fundación Juan March le concedió una beca para trasladarse al extranjero, que le permitió ir a Italia, donde amplió sus estudios en Florencia, Rávena y en los talleres de los Museos Vaticanos.
Su inclinación por la geometría se mezcla a partir de su estancia en Italia con la idealización del arte clásico, creando un arte intemporal y reposado, destacando sus retratos y su sensibilidad para el paisaje.

## Premios y reconocimientos
- 1950 - 3.ª Medalla de Dibujo de la Exposición Nacional de Bellas Artes
- 1957 - I Premio de la Diputación Foral de Álava
- 1967 - Beca de la Fundación Juan March